# Онбово
Онбово — деревня в Великоустюгском районе Вологодской области.
Входит в состав Самотовинского сельского поселения, с точки зрения административно-территориального деления — в Самотовинский сельсовет. Расположена к востоку от автодороги А123.
Расстояние по автодороге до районного центра Великого Устюга — 2 км, до центра муниципального образования Новатора — 5 км. Ближайшие населённые пункты — Поповкино, Ишутино, Красное Поле.
По переписи 2002 года население — 30 человек (16 мужчин, 14 женщин). Преобладающая национальность — русские (97 %).